# London Biggin Hill Airport
London Biggin Hill Airport, tidligere RAF Biggin Hill, er en international lufthavn i Bromley i London.
Den blev åbnet i 1917 som en kommunikationsbase. Under 2. verdenskrig blev den en base for Royal Air Force, og den blev brugt som kommandobase under slaget om Storbritannien. 
Efter krigen blev Biggin Hill et træningscenter for RAF. Fra 1956 begyndte man at overføre meget af den lette offentligetrafik fra London Airport i Croydon, som skulle lukkes, og Biggin Hill fik dermed en offentlig del.
Biggin Hill er blandt de mindre flypladser i London, men har betydelig trafik. Der foregår pr. 2007 diskussioner, som er gået over flere år, om hvorvidt man skal tillade ruteafgange fra flypladsen. Flere flyskoler holder til på flypladsen. 
| Luftfart | Spire Denne artikel om flyvning er en spire som bør udbygges. Du er velkommen til at hjælpe Wikipedia ved at udvide den. |